# 5237 Йосікава
5237 Йосікава (5237 Yoshikawa) — астероїд головного поясу, відкритий 26 жовтня 1990 року.
Тіссеранів параметр щодо Юпітера — 3,624.
Названо на честь Йосікави (яп. よしかわ(吉川) йосікава).